# Божественная комедия
«Боже́ственная коме́дия» (итал. La Commedia, позже La Divina Commedia) — поэма, написанная Данте Алигьери в период приблизительно с 1308 по 1321 год и дающая наиболее широкий синтез средневековой культуры и онтологии мира. Настоящая средневековая энциклопедия научных, политических, философских, моральных, богословских знаний. Признаётся величайшим памятником итальянской и мировой культуры.
Поэма делится на три части, или кантики, — «Ад», «Чистилище» и «Рай» — каждая из которых состоит из 33 песен (34 песни в первой части «Ад», как символ дисгармонии). Вся она написана трёхстрочными строфами с особой схемой рифмовки, так называемыми терцинами.
«Комедия» — плод всей второй половины жизни и творчества Данте; это его последнее и самое зрелое произведение. В нём с наибольшей полнотой воплотилось мировоззрение поэта. Данте выступает здесь как последний великий поэт средних веков, поэт, продолжающий линию развития средневековой литературы.
«Комедия» входит во «Всемирную библиотеку» (список наиболее значимых произведений мировой литературы «Норвежского книжного клуба»).

## Время создания

Встреча Данте с Вергилием и начало их странствия по загробному миру (средневековая миниатюра)

Вероятнее всего именно такое время написания и распространения кантик:
- «Ад», около 1306—1309, редактировался Данте до 1314 года, вышел в свет в 1315 году;
- «Чистилище», около 1308—1312, редактировалось Данте в 1313—1314 годах, вышло в свет в 1315 году;
- «Рай», около 1315—1321, вышел в свет уже после смерти поэта[4].

## Сюжет
Согласно католической традиции, загробный мир состоит из ада, куда попадают навеки осуждённые грешники, чистилища — местопребывания искупающих свои грехи грешников, и рая — обители блаженных.
Данте детализирует это представление и описывает устройство загробного мира, с графической определённостью фиксируя все детали его архитектоники.

### Вводная часть
События комедии излагаются автором от первого лица. Во вводной песни поэт рассказывает, как он, достигнув середины жизненного пути, однажды заблудился в дремучем лесу и как Вергилий, избавив его от трёх диких зверей, преграждавших ему путь, предложил ему совершить странствие по загробному миру. Обстоятельства появления именно Вергилия излагаются Данте во II песни «Ада» устами самого Вергилия:

… У трёх благословенных жён

Ты в небесах обрёл слова защиты

И дивный путь тебе предвозвещён.
— пер. М. Лозинского
Имена трёх женщин: Дева Мария, Святая Лючия и Беатриче. Беатриче — умершая возлюбленная Данте, Мария, не называемая в поэме по имени, — заступница людей перед Богом. И если их вмешательство в судьбу поэта оправдано, то появление святой Лючии, покровительницы зрения, обусловлено возникшей ещё в молодости некоей болезни глаз Данте, упоминаемой им в книге «Пир». Беатриче также, возможно, почитала святую: дом, в котором она проживала после замужества, примыкал к церкви Святой Лючии. Поэтому Святая Лючия и стала посредником между Богородицей и связанными действительно вечной любовью Беатриче и Данте.
Итак, Данте, узнав, что Вергилий послан его возлюбленной, не без трепета отдаётся руководству поэта.

### Ад

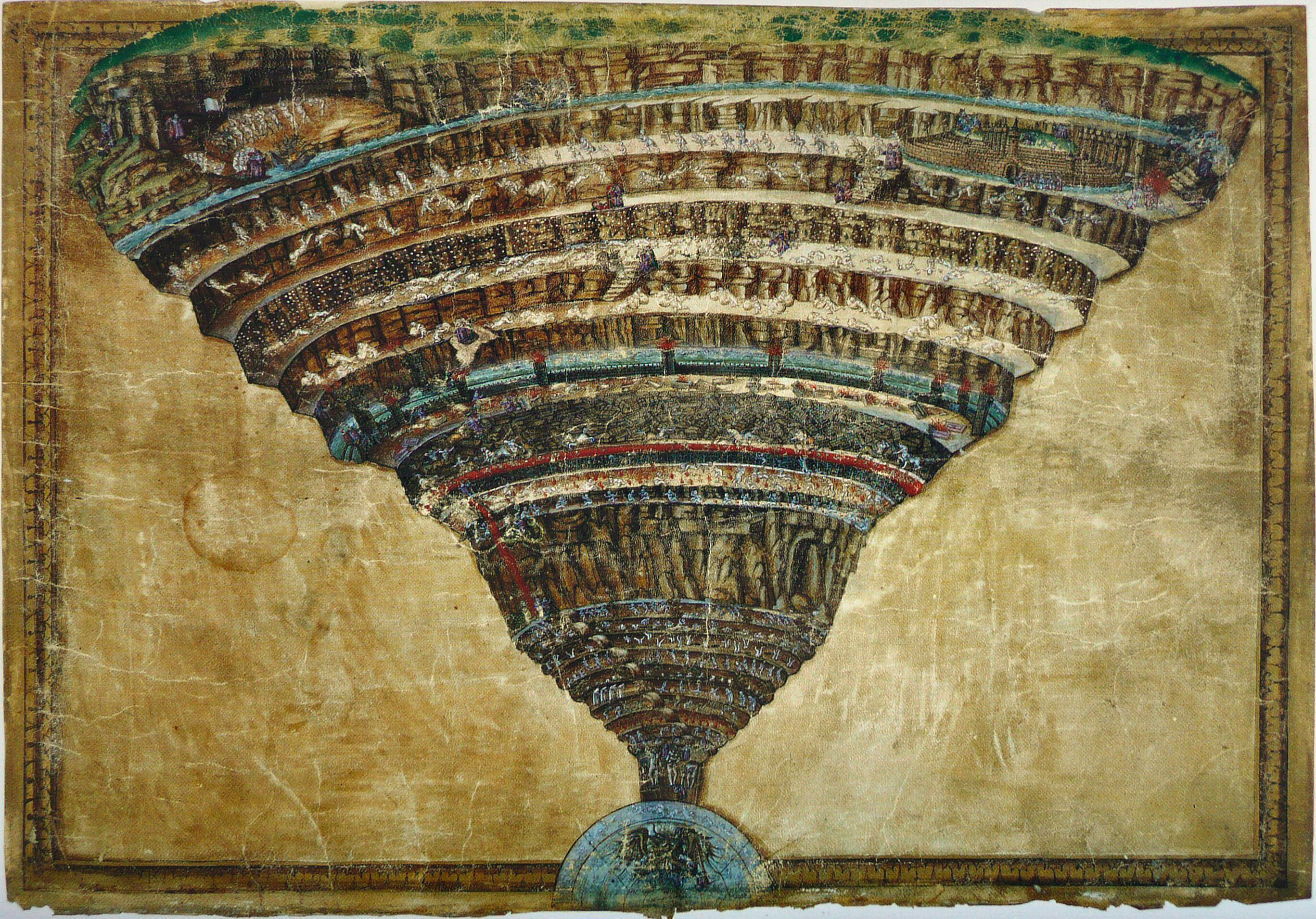
Ад. Сандро Боттичелли (Ватиканская апостольская библиотека)

Ад представляет собой колоссальную воронку из концентрических кругов, сужающийся конец которой примыкает к центру земли. Пройдя преддверие ада, в котором обитают души нерешительных, ничтожных людей, они вступают в первый круг ада — лимб (Ад, Песнь IV, строки 25-151), населённый душами добродетельных язычников, не познавших истинную веру, однако приблизившихся к этому познанию и за то избавленных от адских мук. Здесь Данте видит выдающихся представителей античной культуры: Аристотеля, Эврипида, Гомера и др. Вообще для ада характерно большое присутствие античных сюжетов: здесь есть Минотавр, кентавры, гарпии — их полуживотная природа как бы внешне отражает грехи и пороки людей; на карте ада мифические реки Ахерон, Стикс и Флегетон, стражи кругов ада — перевозчик душ умерших через Стикс Харон, охраняющий врата ада Цербер, бог богатства Плутос, Флегий (сын Ареса) — перевозчик душ через Стигийское болото, фурии (Тисифона, Мегера и Алекто), судья ада — царь Крита Минос. «Античность» ада призвана подчеркнуть то, что античная культура не отмечена знаком Христа, она языческая и вследствие этого несёт в себе заряд греховности.
Следующий круг заполнен душами людей, при жизни необуздавших свою страсть. Среди носимых диким ураганом Данте видит Франческу да Римини и Паоло Малатеста, погибших из-за запретной любви друг к другу. По мере того как Данте с Вергилием спускаются вглубь Ада, они становятся свидетелями мучений чревоугодников, страдающих от дождя и града, скупцов и расточителей, без устали катящих огромные камни, гневливых, увязающих в болоте, объятых вечным огнём еретиков и ересиархов (среди них император Фридрих II, папа Анастасий II), тиранов и убийц, плавающих в кипящей крови, самоубийц, обращённых в растения, богохульников и насильников, сжигаемых падающим пламенем, лжецов, испытывающих самые разные муки. Наконец Данте проникает в последний, 9-й круг ада; здесь обитель изменников и предателей. Величайшие из них — Иуда Искариот, само олицетворение преступления против Божественной власти, Брут и Кассий, олицетворяющие измену власти светской — их в своих трёх пастях грызёт Люцифер, некогда прекраснейший из ангелов, который возглавил их мятеж против Бога и вместе с ними был свергнут с небес в недра земли, в средоточие вселенной. Превратясь в чудовищного Дьявола, он стал властелином Ада. Описание страшного вида Люцифера завершает последнюю песнь первой части поэмы.

### Чистилище

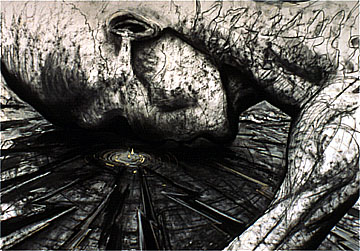
Чистилище

Пройдя по узкому коридору из центра земли во второе её полушарие, Данте и Вергилий оказываются на поверхности земли. Там, в середине острова, окружённого океаном, возвышается гора в форме усечённого конуса — Чистилище, состоящее, как и Ад, из ряда кругов, сужающихся к вершине горы. Ангел, охраняющий вход в чистилище, впускает Данте в первый круг чистилища, перед этим начертав мечом на его лбу семь P (Peccatum — грех), символизирующие семь смертных грехов. С прохождением каждого круга исчезает по одной букве; когда, достигнув вершины Чистилища, Данте вступает в расположенный там «земной рай», он уже свободен от начертанных стражем чистилища знаков. Круги последнего населены душами грешников, искупающих свои прегрешения. Здесь очищаются гордецы, принуждённые сгибаться под бременем давящих их спину тяжестей, завистники, гневливые, нерадивые, алчные и пр. Вергилию, не узнавшему крещения, нет доступа в рай, поэтому он исчезает, доведя Данте до райских врат.

### Рай

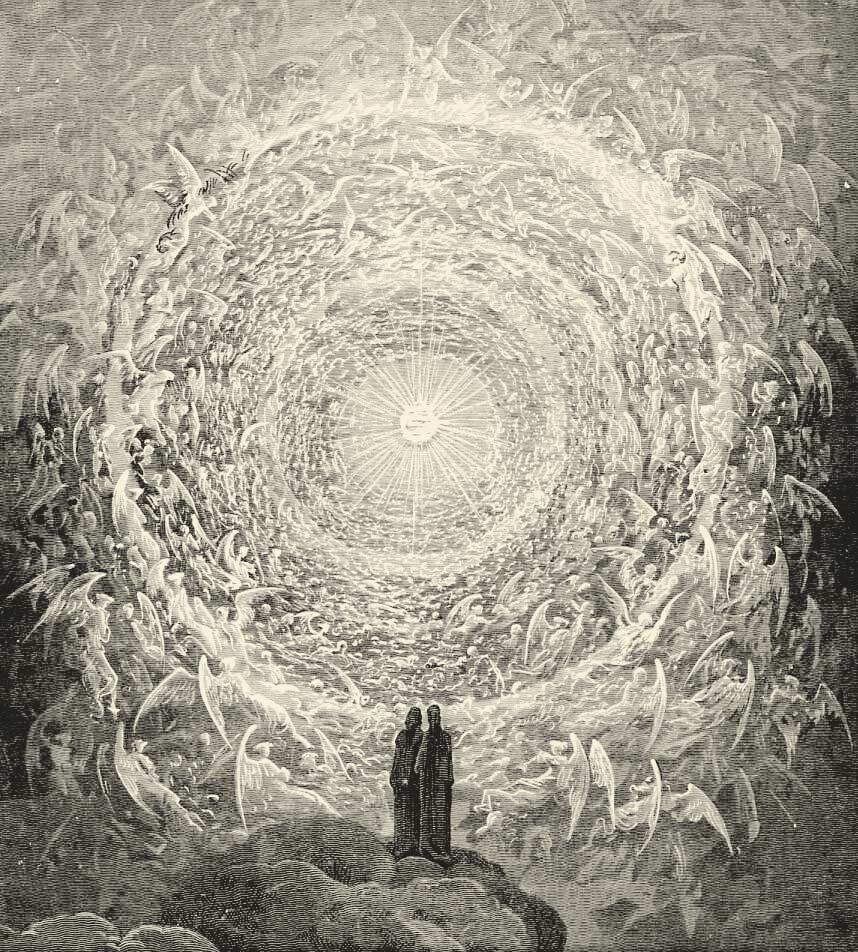
Рай

В земном раю Данте встречает Беатриче, восседающую на колеснице, запряжённой грифом (аллегория торжествующей церкви); она убеждает Данте покаяться и возносит его, уже просветлённого, на небеса. В третьей кантике поэмы Данте странствует по семи сферам рая, опоясывающим землю и соотносимым с семью планетами (согласно принятой тогда Птолемеевой системе): сферы Луны, Меркурия, Венеры и т. п., за ними расположены сферы неподвижных звёзд, хрустальная сфера и Эмпирей, — бесконечная область, предназначенная для блаженных, созерцающих Бога, — последняя сфера, дающая жизнь всему сущему. Пролетая по сферам, ведомый Бернардом, Данте видит императора Юстиниана, знакомящего его с историей Римской империи, учителей веры, мучеников за веру (их сияющие души образуют сверкающий крест); возносясь всё выше и выше, Данте видит Христа и деву Марию, ангелов и, наконец, перед ним раскрывается «небесная Роза» — местопребывание блаженных. Здесь Данте приобщается высшей благодати, достигая общения с Творцом.

## Анализ произведения
По форме «Божественная комедия» — загробное видение, распространённый жанр в средневековой литературе. Как и у поэтов той эпохи, поэма будто бы представляет собой аллегорическое здание. Так, дремучий лес, в котором поэт заблудился на середине жизненного пути, — символ совершённых на протяжении жизни грехов и испытываемых заблуждений. Три зверя, которые там на него нападают: рысь, лев и волчица — три самые сильные страсти: соответственно сладострастие, гордыня, корыстолюбие. Этим аллегориям придаётся также политический смысл: рысь — Флоренция, пятна на шкуре которой должны обозначать вражду партий
гвельфов и гибеллинов; лев, символ грубой физической силы — Франция; волчица, алчная и похотливая, — папская курия. Эти звери угрожают национальному единству Италии, о котором мечтал Данте, единству, скреплённому господством феодальной монархии (некоторые историки литературы дают всей поэме Данте политическое толкование). От зверей рассказчика спасает Вергилий — разум, посланный к поэту Беатриче (которая здесь предстаёт как символ божественного провидения). Вергилий ведёт Данте через ад в чистилище и на пороге рая уступает место Беатриче. Суть этой аллегории такова: человека от страстей спасает разум, а божественная благодать (итал. Beatrice — благодатная) ведёт к вечному блаженству.

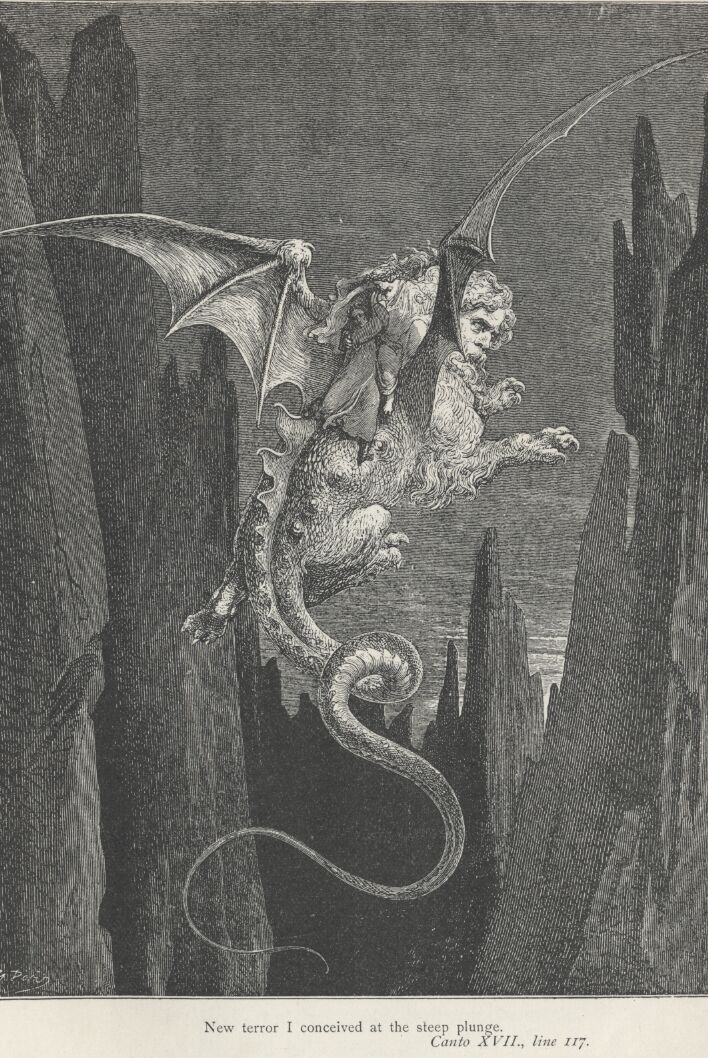

Весь мир «Комедии» строится в полном соответствии с политической позицией автора. Данте никогда не упускает возможности посчитаться со своими идейными противниками и личными врагами; он ненавидит ростовщиков, осуждает кредит как «лихву», свой век как век наживы и сребролюбия. По его мнению, деньги — источник многих зол. Тёмное настоящее у него противопоставлено светлому прошлому, Флоренция буржуазная — Флоренции феодальной, когда всеми ценились умеренность, простота нравов, рыцарское «вежество» («Рай», рассказ Каччагвиды). Терцины «Чистилища», сопутствующие появлению Сорделло (Чистилище, Песнь VI) — это хвалебный гимн гибеллинизму. Далее Данте восхваляет Константина и Юстиниана как величайших императоров, помещает их в рай (Рай, Песнь VI); эти самые значительные деятели Римской державы должны были послужить как бы примером для германских императоров той поры, и в частности для Генриха VII Люксембургского, которого Данте призывал вторгнуться в Италию и объединить её на феодальных началах. К папству как к институту поэт относится с высочайшим почтением, хотя к отдельным его представителям, и особенно к способствовавшим утверждению в Италии капитализма, испытывает ненависть; некоторые папы оказываются в аду. Вера Данте — католичество, хотя в неё вторгается уже личный элемент, враждебный старой ортодоксии, хотя мистика и францисканская пантеистическая религия любви, принимаемые со всей страстью, также резко отклоняются от собственно католицизма. Его философия — схоластика, его наука — теология, его поэзия — аллегория. Идеалы аскетизма в Данте ещё не мертвы, и поэтому он почитает грехом свободную любовь (Ад, Песнь V, эпизод с Франческой да Римини и Паоло). Но не грех для него любовь, которая влечёт к предмету поклонения чистым платоническим порывом. Это — великая мировая сила, которая «движет солнце и другие светила». И смирение уже не безусловная добродетель. «Кто в славе сил не обновит победой, не вкусит плод, добытый им в борьбе». Дух пытливости, стремление раздвинуть свой кругозор, открывать новое, соединяемое с «добродетелью», побуждающее к героическим дерзаниям, превозносится, как идеал.
Своё видение Данте создавал из кусков реальной жизни. Конструкция загробного мира составлена из отдельных уголков Италии, размещённых в нём чёткими графическими контурами. В поэме изображено столько живых человеческих образов, столько типичных фигур, столько ярких психологических ситуаций, столько выразительных и впечатляющих сцен, эпизодов, что искусство и в последующие века, и даже в наше время продолжает черпать оттуда. Смотря на огромную галерею исторических деятелей и лиц, изображённых Данте в «Комедии», заключаешь, что нет ни одного образа, который не был бы огранён безошибочной пластической интуицией поэта. В эпоху Данте Флоренция переживала эру напряжённого экономического и культурного расцвета. То необычное по остроте ощущение человека и пейзажа в «Комедии», которому мир учился у Данте, было возможно только в общественной обстановке Флоренции XIV века, стоявшей тогда в авангарде европейского прогресса. Отдельные эпизоды, такие, как Франческа и Паоло, Фарината в своей раскалённой могиле, Уголино с детьми, Капаней и Улисс, очень не похожие на античные образы, Чёрный Херувим с тонкой дьявольской логикой, Сорделло на своём камне, и теперь производят сильное впечатление.

### Концепция Ада в «Божественной комедии»

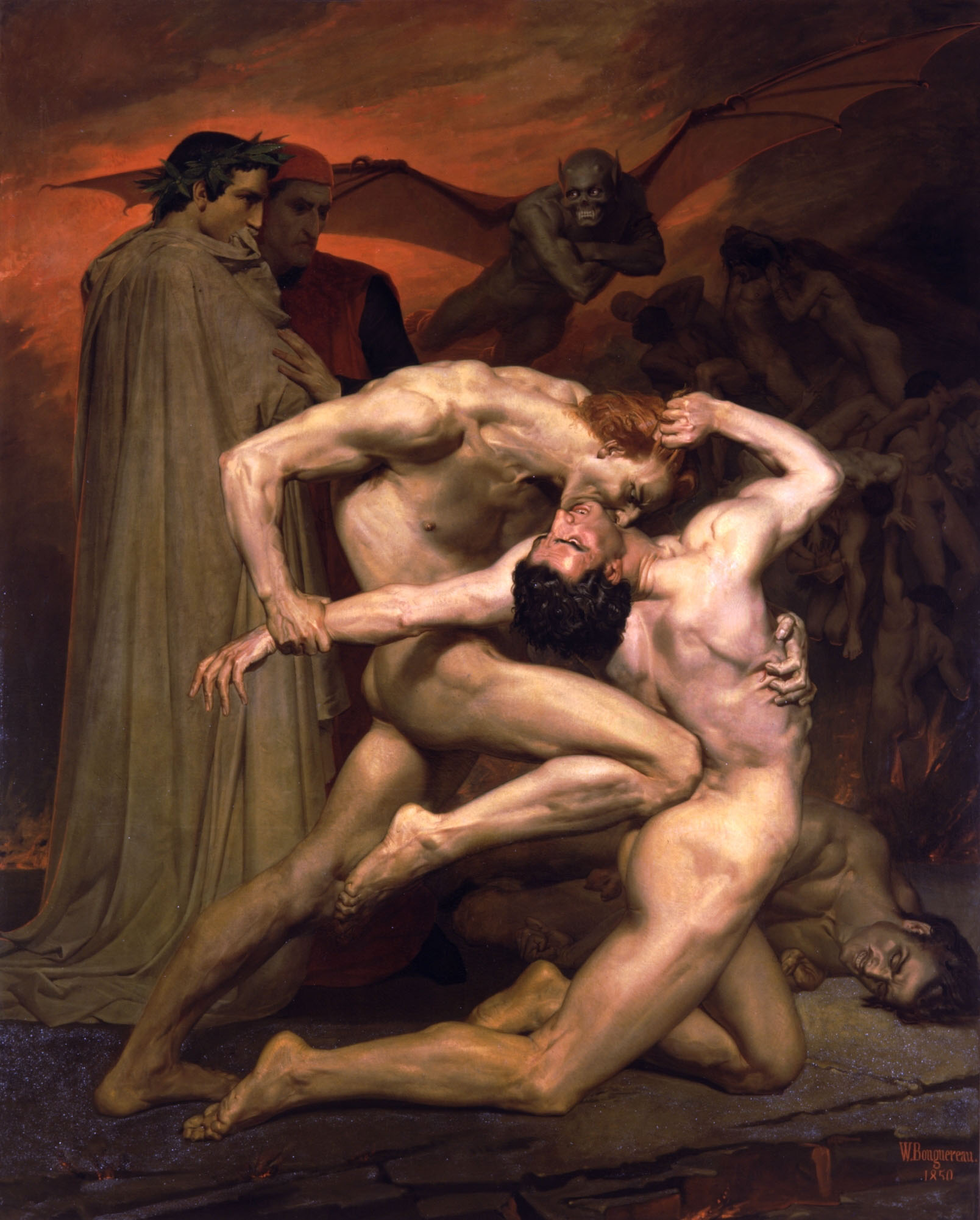
Данте и Вергилий в аду, Вильям Бугро, 1850

Перед входом — жалкие души, не творившие при жизни ни добра, ни зла, в том числе «ангелов дурная стая», которые были и не с дьяволом, и не с Богом.
- 1-й круг (Лимб). Некрещёные младенцы[11] и добродетельные нехристиане.
- 2-й круг. Сладострастники (блудники и прелюбодеи).
- 3-й круг. Чревоугодники и обжоры.
- 4-й круг. Скупцы и расточители (любовь к чрезмерным тратам).
- 5-й круг (Стигийское болото). Гордецы (они же гневливые). При жизни страдали приступами гнева; унывающие — страдают от лени и уныния
- 6-й круг (стены города Дит). Еретики и лжеучители.
- 7-й круг (город Дит). Совершающие насилие.
  - 1-й пояс. Насильники над ближним и над его достоянием (тираны и разбойники).
  - 2-й пояс. Насильники над собой (самоубийцы) и над своим достоянием (игроки и моты, то есть бессмысленные истребители своего имущества).
  - 3-й пояс. Насильники над божеством (богохульники), против естества (содомиты) и искусства (лихоимство).
- 8-й круг. Обманувшие доверившихся. Состоит из десяти рвов (Злопазухи, или Злые Щели), которые отделены друг от друга валами (перекатами). По направлению к центру область Злых Щелей поката, так что каждый следующий ров и каждый следующий вал расположены несколько ниже предыдущих, и внешний, вогнутый откос каждого рва выше внутреннего, выгнутого откоса (Ад, Песнь XXIV, строки 37—40). Первый по счёту вал примыкает к круговой стене. В центре зияет глубина широкого и тёмного колодца, на дне которого лежит последний, девятый, круг Ада. От подножья каменных высот (Ад, Песнь XXIV, строка 16), то есть от круговой стены, к этому колодцу идут радиусами, подобно спицам колеса, каменные гребни, пересекая рвы и валы, причём над рвами они изгибаются в виде мостов, или сводов. В Злых Щелях караются обманщики, которые обманывали людей, не связанных с ними особыми узами доверия.
  - 1-й ров. Сводники и обольстители.
  - 2-й ров. Льстецы.
  - 3-й ров. Святокупцы, высокопоставленные духовные лица, торговавшие церковными должностями.
  - 4-й ров. Прорицатели, гадатели, звездочёты, колдуньи.
  - 5-й ров. Мздоимцы, взяточники.
  - 6-й ров. Лицемеры.
  - 7-й ров. Воры.
  - 8-й ров. Лукавые советчики.
  - 9-й ров. Зачинщики раздора (Магомет, Али, Дольчино и другие).
  - 10-й ров. Алхимики, лжесвидетели, фальшивомонетчики, фальсификаторы
- 9-й круг. Обманувшие доверившихся. Ледяное озеро Коцит.
  - Пояс Каина. Предатели родных.
  - Пояс Антенора. Предатели родины и единомышленников.
  - Пояс Толомея[Комм. 10]. Предатели друзей и сотрапезников.
  - Пояс Джудекка. Предатели благодетелей, величества Божеского и человеческого.
  - Посередине, в центре вселенной, вмёрзший в льдину (Сатана) терзает в трёх своих пастях предателей величества земного и небесного (Иуду, Брута и Кассия).

Выстраивая модель Ада (Ад, Песнь XI, строки 16—66), Данте следует за Аристотелем, который в своей «Этике» (кн. VII, гл. 1) относит к 1-му разряду грехи невоздержанности (incontinenza), ко 2-му — грехи насилия («буйное скотство» или matta bestialitade), к 3-му — грехи обмана («злоба» или malizia). У Данте 2—5 круги для невоздержанных (в основном это смертные грехи), 7-й круг для насильников, 8—9 — для обманщиков (8-й — просто для обманщиков, 9-й — для предателей). Таким образом, чем грех материальнее, тем он простительнее.
Еретики — отступники от веры и отрицатели Бога — выделены особо из сонма грешников, заполняющих верхние и нижние круги, в шестой круг. В пропасти нижнего Ада (Ад, Песнь VIII, строка 75), тремя уступами, как три ступени, расположены три круга — с седьмого по девятый. В этих кругах карается злоба, орудующая либо силой (насилием), либо обманом.
По замыслу Данте, ад ужасен не столько тяжестью своих мучений и испытаний, сколько их вечностью и отсутствием хоть малейшей надежды на прекращение действия высшей кары. Грешники навечно обречены на «тоску богооставленности».

### Концепция Чистилища в «Божественной комедии»
Поэт, входя в Чистилище, видит четыре звезды, символизирующие четыре «основные» или «естественные» добродетели (мудрость, справедливость, мужество и умеренность).
Данте изображает его в виде огромной горы, возвышающейся в южном полушарии посреди Океана. Она имеет вид усечённого конуса. Береговая полоса и нижняя часть горы образуют Предчистилище, а верхняя опоясана семью уступами (семью кругами собственно Чистилища). На плоской вершине горы расположен пустынный лес Земного Рая, где Данте воссоединяется со своей возлюбленной Беатриче перед паломничеством в Рай.
Вергилий излагает учение о любви как об источнике всякого добра и зла и поясняет градацию кругов Чистилища: круги I, II, III — любовь к «чужому злу», то есть зложелательство (гордость, зависть, гнев); круг IV — недостаточная любовь к истинному благу (уныние); круги V, VI, VII — чрезмерная любовь к ложным благам (корыстолюбие, чревоугодие, сладострастие). Круги соответствуют библейским смертным грехам.
- Предчистилище
  - Подножие горы Чистилище. Умершие под церковным отлучением, но раскаявшиеся в своих грехах[12]. Они ждут доступа в Чистилище в течение срока, в тридцать раз[13] превышающего то время, которое они пробыли в "распре с церковью.
  - Первый уступ. Нерадивые, до смертного часа медлившие с покаянием. Эти грешники остаются в первом уступе Предчистилища столько времени, сколько прожили[14]
  - Второй уступ. Нерадивые, умершие насильственною смертью, но успевшие покаяться.
  - Долина земных властителей (не относится к Чистилищу)
- 1-й круг. Гордецы.
- 2-й круг. Завистники.
- 3-й круг. Гневные.
- 4-й круг. Ленивые.
- 5-й круг. Скупцы и расточители.
- 6-й круг. Чревоугодники.
- 7-й круг. Сладострастники.
- Земной рай.

Данте ввёл в свою поэму эту часть загробного мира и описал её задолго до утверждения догмата о чистилище на Тридентском соборе Создавая чистилище, Данте основывался на древнейших народно-религиозных представлениях и на наследии раннехристианской литературы (апостол Павел, Ориген, Блаженный Августин, Григорий Великий). Появление чистилища в «Комедии» знаменовало собой значительный переворот в картине мира средневекового человека: переход от бинарной структуры загробного мира (ад — рай) к троичной (Ад — Чистилище — Рай) связан с усложнением ментальных структур в обществе и усиливающейся рационализацией мышления. Это решало также и многие моральные проблемы, давая человеку больше надежд на спасение, допуская некое промежуточное состояние, некий нравственный компромисс, «третий путь», которого не было ни в православной, ни в возникшей позднее протестантской церквях.

### Концепция Рая в «Божественной комедии»
- 1 небо (Луна[18]) — обитель соблюдающих обеты и которых принудили их нарушить (Иеффай, Агамемнон, Констанция Норманнская).
- 2 небо (Меркурий) — обитель реформаторов (Юстиниан) и невинно пострадавших (Ифигения).
- 3 небо (Венера) — обитель влюблённых (Карл Мартелл, Куницца, Фолько Марсельский, «родопеянка», Раава).
- 4 небо (Солнце) — обитель мудрецов и великих учёных. Они образуют два круга («хоровода»).
  - 1-й круг: Фома Аквинский, Альберт фон Больштедт, Франческо Грациано, Пётр Ломбардский, Дионисий Ареопагит, Павел Орозий, Боэций, Исидор Севильский, Беда Достопочтенный, Рикард, Сигер Брабантский.
  - 2-й круг: Бонавентура, францисканцы Августин и Иллюминат, Гугон, Пётр Едок, Пётр Испанский, Иоанн Златоуст, Ансельм, Элий Донат, Рабан Мавр, Иоахим.
- 5 небо (Марс) — обитель воителей за веру (Иисус Навин, Иуда Маккавей, Роланд, Готфрид Бульонский, Роберт Гвискар).
- 6 небо (Юпитер) — обитель справедливых правителей (библейские цари Давид и Езекия, император Траян, король Гульельмо II Добрый и герой «Энеиды» Рифей).
- 7 небо (Сатурн) — обитель богословов и монахов (Бенедикт Нурсийский, Пётр Дамиани).
- 8 небо (сфера звёзд) — обитель «торжествующих».
- 9 небо (Перводвигатель, кристальное небо). Данте описывает структуру небесных жителей (см. Чины ангелов).
- 10 небо (Эмпирей) — Пламенеющая Роза и Лучезарная Река (сердцевина розы и арена небесного амфитеатра) — обитель Божества. На берегах реки (ступенях амфитеатра, который делится ещё на 2 полукружия — ветхозаветное и новозаветное) восседают блаженные души. Мария (Богоматерь) — во главе, под ней — Адам и Пётр, Моисей, Рахиль и Беатриче, Сарра, Ревекка, Юдифь, Руфь и др. Напротив сидят Иоанн, под ним — Святая Лючия, Франциск, Бенедикт, Августин и др.

## Структура
«Божественная комедия» построена чрезвычайно симметрично. Она состоит из трёх частей — кантик: «Ад», «Чистилище» и «Рай»; каждая из них включает в себя 33 песни, что в общей сумме со вступительной песнью даёт число 100. Каждая часть делится на 9 отделов плюс дополнительный десятый; вся поэма состоит из терцин — строф, состоящих из трёх строк со сложной схемой рифмовки, и все её части оканчиваются словом «звезды» («stelle»). Три части включают в себя соответственно 4720, 4754 и 4747 гендекассилабов, всего же 14221 стиха (количество стихов указано в конце третьей части (примечания к 33 песни)). Интересно, как Данте в соответствии с символикой «идеальных чисел» — «три», «девять» и «десять», употреблённой им в «Новой Жизни», располагает в «Комедии» очень значимую для него лично часть поэмы — видение Беатриче в тридцатой песни «Чистилища»:
- поэт приурочивает его именно к тридцатой песни (кратное трём и десяти);
- он помещает слова Беатриче в самую середину песни (с семьдесят третьего стиха; в песни всего сто сорок пять стихов);
- до этого места в поэме — шестьдесят три песни, а после неё — ещё тридцать шесть, причём числа эти состоят из цифр 3 и 6 и сумма цифр в обоих случаях даёт 9 (Данте именно в 9 лет впервые встретил Беатриче)[10].

Эта склонность к определённым числам объясняется тем, что Данте придавал им мистическое толкование, — так число 3 связано с христианской идеей о Троице, число 9 — это 3 в квадрате, число 33 — протяжённость земной жизни Христа, число 100, то есть 10, помноженное на само себя — символ совершенства и пр.

## Время действия

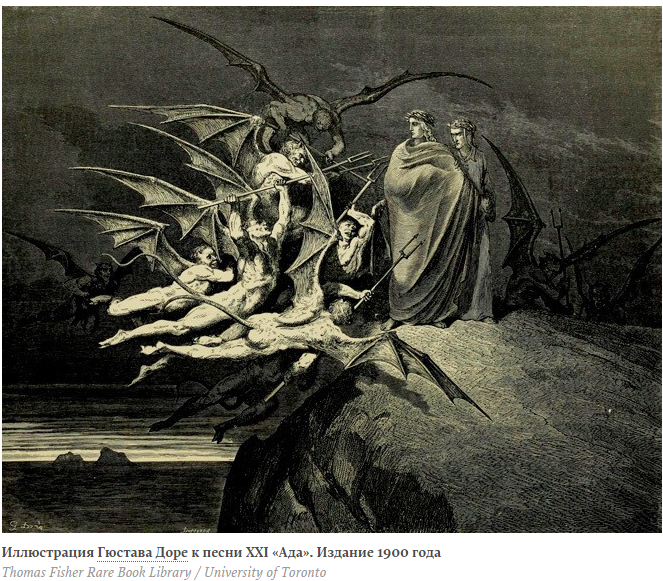
Иллюстрация Гюстава Доре к песни XXI «Ада». Издание 1900 года

В 5-м рву 8-го круга ада (21 песнь) Данте и Вергилий встречают группу бесов. Их предводитель Хвостач говорит, что дороги дальше нет — мост обрушился:

… Дальше не пройти

Вам этим гребнем; и пытать бесплодно:

Шестой обрушен мост, и нет пути.

Чтоб выйти все же, если вам угодно,

Ступайте этим валом, там, где след,

И ближним гребнем выйдете свободно.

Двенадцать сот и шестьдесят шесть лет

Вчера, на пять часов поздней, успело

Протечь с тех пор, как здесь дороги нет.
— пер. М. Лозинского
По последней терцине можно вычислить, когда состоялся разговор Данте и Хвостача. В первой терцине «Ада» говорится: Данте очутился в сумрачном лесу, «земную жизнь пройдя до половины». Значит, события в поэме происходят в 1300 году от Рождества Христова: ведь в Ветхом Завете говорится, что жизнь длится 70 лет, Данте же родился в 1265 году. Если отнять от 1300 года указанные здесь 1266 лет, то получится, что мост разрушился в конце земной жизни Христа. По Евангелию, во время его смерти было сильнейшее землетрясение — из-за него мост и рухнул. Евангелист Лука указывал, что Иисус Христос умер в полдень; можно отсчитать пять часов назад, и теперь ясно, что разговор о мосте происходит в 7 утра 26 марта (9 апреля) 1300 года (по версии Данте, смерть Христа произошла 25 марта 34 года, по официальной церковной версии — 8 апреля 34 года).
Согласно остальным временным указаниям поэмы (сменам дня и ночи, расположению звёзд), всё путешествие Данте продлилось с 25 по 31 марта (с 8 по 14 апреля) 1300 года.
1300 год — это знаковая церковная дата. В этот год, объявленный юбилейным, паломничество в Рим, к могилам апостолов Петра и Павла, приравнивалось к полному отпущению грехов. Данте вполне мог посетить Рим весной 1300 года — об этом свидетельствует его описание в 18-й песни реальных событий, происходивших в этом городе:

Так римляне, чтобы наплыв толпы,

В год юбилея, не привёл к затору,

Разгородили мост на две тропы,

И по одной народ идёт к собору,

Взгляд обращая к замковой стене,

А по другой идут навстречу, в гору.
— пер. М. Лозинского
И в этом святом месте совершить своё чудесное путешествие в мире душ. К тому же, день начала странствий Данте несёт в себе духовный и обновленческий смысл: 25 марта — это день создания Богом мира, день зачатия Христа, фактическое начало весны, и начало Нового года у флорентийцев тех времён.

## Литературный жанр «Божественной комедии»
Называя свою поэму комедией, Данте пользуется средневековой терминологией: комедия, как он поясняет в письме к Кангранде, — всякое поэтическое произведение среднего стиля с устрашающим началом и благополучным концом, написанное на народном языке (здесь — на тосканском диалекте итальянского, сформировавшем основу литературного языка); трагедия же — всякое поэтическое произведение высокого стиля с восхищающим и спокойным началом и ужасным концом на латинском языке. Поэтому у Данте Вергилий называет свою «Энеиду» трагедией (Ад, Песнь XX, строка 113). Наименование «Божественная» было придано Дантовой Комедии уже впоследствии Джованни Боккаччо, как дань восхищения.

## Наука и технологии в «Божественной комедии»

### Упоминания научных явлений и технологических достижений в «Комедии»
В поэме Данте приводит достаточно много ссылок на науку и технологии своей эпохи. Например, затрагиваются вопросы, рассматриваемые в рамках физики:
- сила тяжести (Ад — Песнь тридцатая, строки 73—74 и Ад — Песнь тридцать четвёртая, строки 110—111);
- предварение равноденствий (Ад — Песнь тридцать первая, строки 78—84);
- происхождение землетрясений (Ад — Песнь третья, строки 130—135 и Чистилище — Песнь двадцать первая, строка 57);
- крупных оползней (Ад — Песнь двенадцатая, строки 1—10);
- формирование циклонов (Ад — Песнь девятая, строки 67—72);
- Южный Крест (Чистилище — Песнь первая, строки 22—27);
- радуга (Чистилище — Песнь двадцать пятая, строки 91—93);
- круговорот воды (Чистилище — Песнь пятая, строки 109—111 и Чистилище — Песнь двадцатая, строки 121—123);
- относительность движения (Ад — Песнь тридцать первая, строки 136—141 и Рай — Песнь двадцатая, строки 25—27);
- распространение света (Чистилище — Песнь вторая, строки 99—107);
- две скорости вращения (Чистилище — Песнь восьмая, строки 85—87);
- свинцовые зеркала (Ад — Песнь двадцать третья, строки 25—27);
- отражение света (Чистилище — Песнь пятнадцатая, строки 16—24);
- магнитный компас (Рай — Песнь двенадцатая, строки 29—31, здесь Данте отражает тогдашнее мнение, что магнит притягивается к Полярной звезде)[21].

Присутствуют указания на военные устройства (Ад — Песнь восьмая, строки 85—87); возгорание в результате трения трута и огнива (Ад — Песнь четырнадцатая, строки 34—42), миметизм (Рай — Песнь третья, строки 12—17). Рассматривая технологический сектор, можно заметить наличие ссылок на судостроение (Ад — Песнь двадцать первая, строки 7—19); плотины голландцев (Ад — Песнь пятнадцатая, строки 4—9). Есть также ссылки на мельницы (Ад — Песнь двадцать третья, строки 46—49); очки (Ад — Песнь тридцать третья, строки 99—101); часы (Рай — Песнь десятая, строки 139—146 и Рай — Песнь двадцать четвёртая, строки 13—15).

### Научные представления Данте, отражённые в «Комедии»
Для понимания научных представлений Данте надо осознать, что в Италии позднего Средневековья под словами scientia (лат.) и scienza (ит.), переводящимися, как наука, знание, подразумевалось глубокое проникновение в природу объекта, в её причинность и происхождение. Данте и его современники употребляли это слово именно в таком значении; ранние комментаторы «Комедии» ссылались в таких случаях не только на натурфилософию, арифметику, геометрию и астрологию, но и на целый ряд других дисциплин, таких как богословие, грамматика, диалектика, риторика, музыка и поэзия. Многие пассажи в поэме можно рассматривать с точки зрения рационального понимания всей физической Вселенной, как небесной, так и подлунной, всех её многочисленных и разнообразных процессов, а также природы неодушевлённых и одушевлённых существ и их места и порядка внутри Вселенной. Иными словами, наука в дантовском контексте представляет собой одновременно и обобщённую, и тонко дифференцированную философию природы, ви́дение естественного порядка, определяющееся набором философских предпосылок и преобразующееся от самозарождения червей под землёй в движение, сообщаемое чисто интеллектуальным веществом, отвечающим за вращение внешней небесной сферы. Хотя сам Данте и использует слово «наука», всё же натурфилософия (philosophia naturalis) — это, пожалуй, лучшее слово для обозначения научного мировоззрения Данте, служащего стержнем «Божественной комедии».

## Аналогичные сюжеты в искусстве и религии неевропейских культур и их влияние на «Божественную комедию»
Аналогичный сюжет «экскурсии по аду» присутствовал в древнеславянской литературе на несколько веков раньше — в Хождении Богородицы по мукам. Однако действительно непосредственное влияние на создание поэмы, на её сюжет и структуру оказала история ночного путешествия и вознесения Пророка (исра и мирадж). Сходство описания мираджа с «Комедией» и оказанное им огромное влияние на поэму впервые изучил арабист из Испании Мигель Асин-Паласьос в 1919 году. Это описание распространилось из завоёванной мусульманами части Испании по Европе, будучи переведённым на романские языки, и далее подверглось внимательному изучению поэта. Сегодня эта версия о столь плодотворном знакомстве Данте с этой мусульманской традицией признана большинством дантоведов.
Вообще же лучше всего отношение Данте к исламу и культуре исламского мира характеризует то, что с одной стороны, в «Божественной комедии» основатель исламской религии Магомет и его ближайший сподвижник и родственник Али заключены в 9 щель VIII круга Ада как зачинщики раздора и обречены на вечную жуткую пытку — потрошение; с другой — в Лимбе, месте пребывания большинства великих античных философов, помещены и наиболее значительные арабские учёные Авиценна и Аверроэс, знаменитый арабский полководец и султан Египта Саладин, которого уважали в христианской Европе за его милосердие к крестоносцам в Иерусалиме и толерантность к католическим паломникам на Святой земле. Поэтому можно сказать: Данте относится к мусульманской культуре достаточно неоднозначно и весьма гибко, чего не ожидаешь от средневекового верующего католика.

## Манускрипты
Сегодня известно около восьмисот манускриптов поэмы. В наше время трудно с полной уверенностью установить связи между различными рукописями, в частности из-за того, что некоторые романские языки использовались при их написании многими образованными людьми вне ареалов их реального распространения; поэтому можно сказать: с филологической точки зрения в этом контексте случай «Комедии» является одним из самых сложных в мире. Во второй половине XX века на эту тему развернулась обширная дискуссия в учёном мире; исследовались stemma codicum в различных традициях рукописей регионов и городов Италии и роль stemma codicum в точном определении времени и места составления манускриптов. Многие ученые-кодикологи высказывались на эту тему.
По убеждению кодиколога Джорджо Петрокки, наиболее ранние рукописи поэмы (1330—1350) можно определить по stemma codicum, указанной в его издании 1966—1967 годов: он пишет, что флорентийская традиция stemma codicum представлена в большинстве манускриптов эпохи Треченто и Кватроченто; в частности, её можно проследить в таких исторических документах, как рукопись Тривульциано 1080, датируемая 1337 годом, сноски гуманиста Луки Мартини на издании XVI века, рукопись Форезе Донати, написанная около 1330 года. Вероятно, что «Комедия» была изначально распространена в виде множества переписанных песен или кантик, и не существует оригинального манускрипта, явно написанного каким-либо определённым человеком; в этом направлении идут исследования Риккардо Вьеля, который считает, что своя уникальная stemma codicum есть для рукописных вариантов отдельных кантик или даже отдельных групп песен. В отличие от Р. Вьеля кодиколог Антонио Meккa поддерживает идею существования архетипа для рукописей «Комедии», что однако не доказуемо исторически; пусть «Комедия» распространялась отдельными частями, тогда это должно навести на мысль о использовании трёх stemma codicum, включая одну для кантик, и привести к необходимости признать существование трёх рукописных традиций вместо двух уже принятых (то есть α и β, соответственно традиции Тосканы и Северной Италии), а именно: традиции Тосканы (α), традиции Эмилии-Романьи (Urb, ε), традиции ломбардо-венецианской (Mad Rb, σ); эта концепция должна послужить основой готовящегося кодикологическим сообществом к юбилею кончины Данте (1321—2021) критического издания «Комедии».

## Ранние издания
Самое первое издание «Божественной комедии» было напечатано в Фолиньо 5-6 апреля 1472 Йоханнесом Нумайстером, печатником из Майнца, и местным уроженцем Еванджелистой Меи (как следует из текста в колофоне). Впрочем, надпись «Еванджелиста Меи» может идентифицироваться с покровителем Фолиньо Эмилиано Орфини или с типографом Еванджелистой Анджелини. Издание из Фолиньо — это первая книга, напечатанная на итальянском языке.
В этом же году выходят ещё два издания «Божественной комедии»: в Йези (или в Венеции, это окончательно не установлено), типограф — Федериго де Конти из Вероны; и в Мантуе, напечатанное немцами Георгом и Паулем Буцбахами под руководством гуманиста Коломбино Веронезе.
До 1500 года было выпущено 15 изданий-инкунабул «Божественной комедии». Их можно разделить на две группы: первая — полученные в результате воспроизведения издания из Фолиньо (четыре издания), вторая — производные от мантуанского выпуска (одиннадцать изданий); во вторую группу входит также самый популярный в своё время вариант, которому было суждено иметь много переизданий и большой успех даже в последующие века, особенно в XVI веке: речь идёт о выпуске под редакцией флорентийского гуманиста Кристофоро Ландино (Флоренция, 1481).

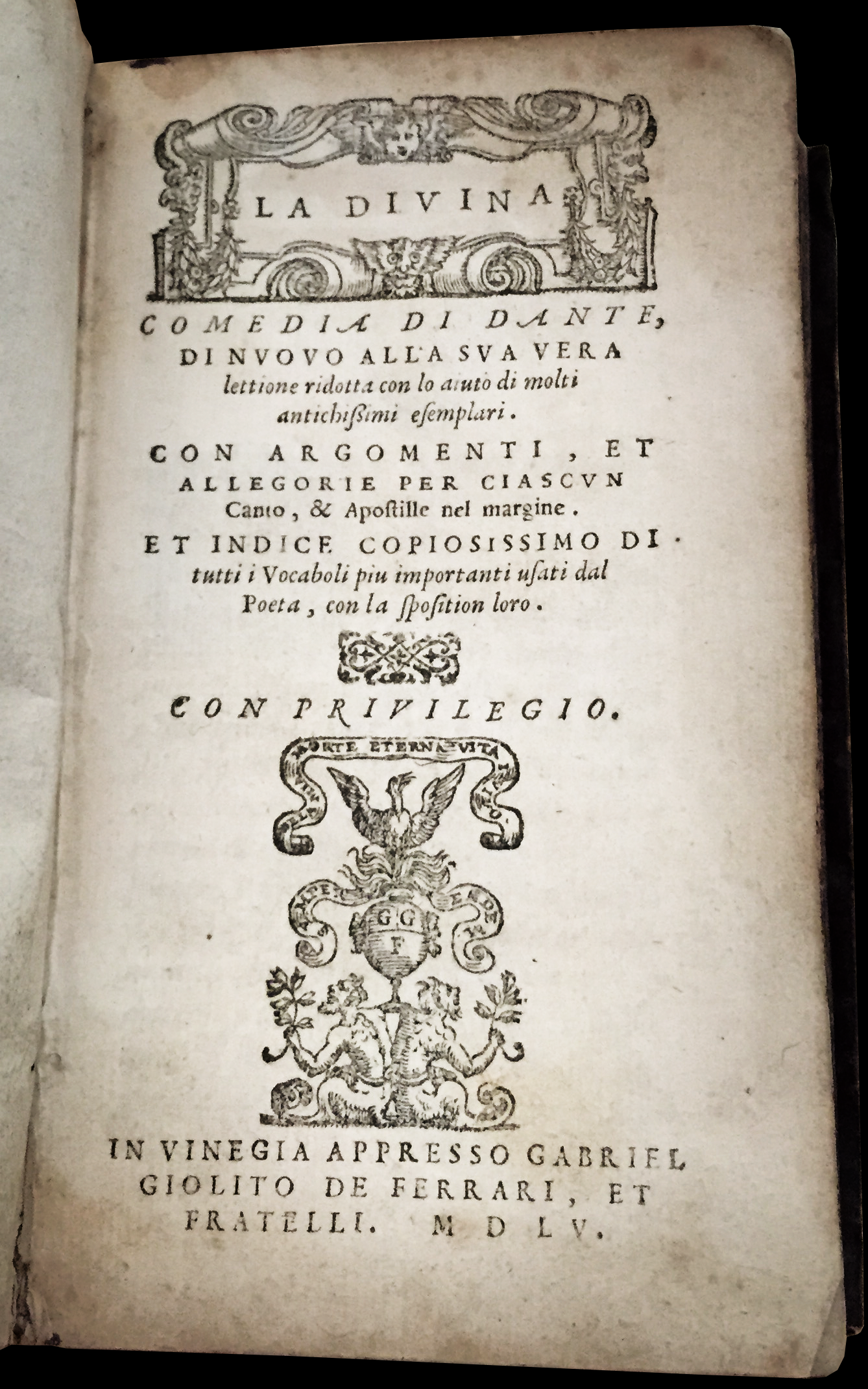
Издание «Божественной комедии» 1555 года

Эпоха Чинквеченто открывается со знаменитого и авторитетного издания поэмы, которому суждено утвердиться в качестве идеального образца и стать основой всех изданий «Божественной комедии» последующих веков, вплоть до XIX века. Это так называемая le Terze Rime (Терцина) под редакцией Пьетро Бембо, изданная в престижной в те годы типографии Альдо Мануцио (Венеция, 1502); её новое издание было выпущено в 1515 году. За целый век насчитывается 30 изданий «Комедии» (в два раза больше, чем в предыдущем веке), большая часть которых напечатана в Венеции. Среди них наиболее известны: издание Лодовико Дольче, напечатанное в Венеции Габриэле Джолито де Феррари в 1555 году; это издание было первым, в котором использовалось именно заглавие «Божественная комедия», а не просто «Комедия»; издание Антонио Манетти (Флоренция, после 1506); издание с комментарием Алессандро Веллютелло (Венеция, Франческо Марколини, 1544); и, наконец, издание под руководством Accademia della Crusca (Флоренция, 1595).

## Переводы

### Переводы на русский язык
Трудности поэтического перевода, осложнённые творческими и историческими особенностями текста «Божественной комедии», на протяжении нескольких столетий служили препятствием для полноценного знакомства русскоязычного читателя с поэмой. Её ранние переводы, в том числе Д. Е. Мина, Д. Д. Минаева, О. Н. Чюминой и других, созданные во второй половине XIX — начале XX века, были во многом далеки от надлежащей передачи и подлинного содержания, и сложной стилистики оригинала. Равнозначный подлиннику перевод «Комедии» Данте на русский язык был осуществлён только в советскую эпоху М. Л. Лозинским. Удостоенный в 1946 году Сталинской премии I степени, перевод Лозинского имеет полное право на признание его выдающимся явлением в истории русской поэзии. В более позднее время, в конце XX века, на свет появилось ещё несколько новаторских русских переводов «Божественной комедии», в том числе переводы А. А. Илюшина и В. Г. Маранцмана, позволяющие взглянуть на оригинал с точки зрения, отличной от Лозинского.

### Англоязычные переводы
В 1782 году британец Чарльз Роджерс впервые перевёл кантику «Ад» (белым стихом). В 1802 году на свет появился первый полный перевод «Божественной комедии» на английский язык, выполненный рифмованными 6-строчными стансами или строфами. Его автор — ирландский переводчик Генри Бойд. А первый американский перевод «Комедии», который был написан нерифмованными терцинами, осуществил Генри Уодсворт Лонгфелло в 1867 году.

### Франкоязычные переводы и их культурная роль
Во Франции на протяжении всего XIX века Данте переводили с постоянством, свидетельствующим о непрекращающихся поисках в стремлении к совершенству. Первый полный перевод «Божественной комедии» на французский был осуществлён дантологом Мутоннэ де Клерфоном в 1776 году. После него, с конца XVIII века переводы «Комедии» начинают появляться один за другим: с 1776 по 1855 годы было опубликовано 22 перевода поэмы, из них 11 полных. Всего в XIX веке исследователи насчитывают 33 перевода поэмы на французский язык.
В то время как во Франции с конца XVIII века поэму переводят целиком, во всей целостности её грандиозной конструкции, в России она вплоть до середины XIX века предлагается читателю лишь небольшими фрагментами. Обусловлено это тем, что русская публика того времени была хорошо знакома с «Комедией» благодаря французским переводам. Именно с учётом этого факта переводы художественных текстов с итальянского языка на русский осуществлялись если не целиком с французских переводов-посредников, то с учётом их опыта и очень часто с многочисленными фразеологическими, рифмическими, синтаксическими или лексическими заимствованиями из них. Безусловно, это свидетельствует о большом влиянии, которое оказывала французская дантология на русскую культуру.

### Немецкоязычные переводы
В 1767—1769 годах в Дрездене ангальт-цербстский переводчик Леберехт Бахеншванц создал первый полный немецкоязычный перевод «Божественной Комедии» (прозой), который посвятил российской императрице Екатерине II, в прошлом — принцессе своего родного княжества.

## Отражение в культуре
«Божественная комедия» на протяжении семи столетий являлась источником вдохновения для многих художников, поэтов и философов. Её структура, сюжеты, идеи очень часто заимствовались и использовались очень многими позднейшими творцами искусства, получая в их произведениях уникальную и часто различную интерпретацию. Влияние, оказанное произведением Данте на всю человеческую культуру в целом и отдельные её виды в частности, огромно и во многом неоценимо.

#### Запад[42]
В 1373 году, когда прошло чуть больше полувека после смерти Данте, флорентийские власти смягчили своё отношение к нему и решили учредить кафедру для изучения «Божественной комедии».
Её деканом был назначен Джованни Боккаччо, который и выступал с проектом её организации. Возглавляя кафедру, с октября 1373 года по январь 1374 года Боккаччо написал и прочитал курс лекций, посвящённых «Комедии». Кроме того, перу Боккаччо принадлежит труд «Origine vita е costumi di Dante Alighieri» (второе название — «Trattatello in laude di Dante»), описывающий биографию Данте в апологетическом духе.
Автор ряда переводов и адаптаций Данте Джефри Чосер в своих произведениях и напрямую ссылается на работы Данте. Многократно цитировал и использовал отсылки на творчество Данте в своих произведениях Джон Мильтон, прекрасно знакомый с его работами. Мильтон рассматривает точку зрения Данте как разделение мирской и духовной власти, но применительно к периоду реформации (памфлет «О Реформации»), похожей на политическую ситуацию, анализируемую поэтом в XIX песни «Ада». Момент осуждающей речи Беатриче по отношению к коррупции и продажности духовников («Рай», XXIX) адаптирован в поэме «Люсидас», где автор осуждает коррумпированность духовенства.
Название цикла Оноре де Бальзака «Человеческая комедия» (1815—1848) содержит явную отсылку к «Божественной комедии»; сам же Данте выступает одним из персонажей романа «Изгнанники» из этого цикла.
Томас Элиот использовал строки «Ада» (XXVII, 61-66) в качестве эпиграфа к «Любовной песне Альфреда Пруфрока» (1915). Кроме того, поэт в значительной степени ссылается на Данте в Prufrock and Other Observations (1917), Ara vus prec (1920) и «Бесплодной земле» (1922).
Хорхе Луис Борхес, автор «Эссе о Данте», включил несколько строф «Рая» (XXXI, 108) и «Ада» (I, 32) в качестве эпиграфов в свой сборник Dreamtigers (1960). В 1949 году Дерек Уолкотт публикует Epitaph for the Young: XII Cantos (Эпитафии на молодых: XII песен), которые, по его признанию, были написаны под влиянием Данте.
Ларри Нивен и Джерри Пурнель создали современное продолжение «Комедии» Данте роман Inferno (1976), в которой автор научно-фантастической книги умирает во время встречи с фанатами и попадает в ад, где верховодит Бенито Муссолини. Позже было издано продолжение — роман «Побег из ада» (2009).
Глория Нейлор, автор романа «Линден Хиллз» (1985) использует «Ад» Данте в качестве образца для путешествия двух молодых чернокожих поэтов, зарабатывающими за несколько дней до Рождества в домах богатых афроамериканцев. Молодые люди скоро обнаруживают, какова цена, которую платят жители Линден Хиллз за превращение американской мечты в жизнь.
Ник Тошес, автор романа «Рукою Данте» (2002), рассказывает историю нахождения рукописи «Божественной комедии», параллельно повествуя о последних годах работы Данте над своей поэмой.
История написания и сюжет «Божественной комедии» является одной из центральных сюжетных линий романа Дэна Брауна «Инферно» (2013).

#### Россия
Известно, что творчество Данте очень интересовало и волновало А. С. Пушкина, который во многом ради изучения дантовского наследия, ради изучения «Божественной комедии» даже освоил итальянский язык; можно сказать, что величайший итальянский поэт был литературным наставником для величайшего русского. Явное влияние творчества Данте на Пушкина можно проследить в таких произведениях русского поэта, как стихотворение «В начале жизни школу помню я», впервые в российской литературе написанное терцинами; два подражания-пародии «Аду» 1832 года: «И дале мы пошли…» и «Тогда я демонов увидел чёрный рой»; «Скупой рыцарь», где Барон Филипп многими своими чертами удивительно напоминает дантовских ростовщиков и скупцов, и в особенности падуанца Реджинальдо дельи Скровеньи из XVII песни «Ада».
Пушкин писал о Данте:

Есть высшая смелость: смелость изобретения, создания, где план обширный объемлется творческой мыслью — таковы смелость Шекспира, Данте, Мильтона, Гёте в «Фаусте», и единый план Ада — есть уже плод высокого гения.

После смерти Пушкина, с конца 1830-х годов Н. В. Гоголь задумал создать произведение, подобное «Божественной комедии». В годы жизни в Италии Гоголь много читал Данте, и в Москве друзья постоянно заставали его за чтением «Божественной комедии». Идея и план «Мертвых душ», как их мыслил Гоголь, очень близки основной идее (нравственного совершенствования человека) и плану «Комедии». Как и Данте, Гоголь делит свою поэму на три части; внутренний смысл каждой из них должен был соответствовать дантовским «Аду», «Чистилищу» и «Раю». Ближайшие друзья Гоголя, сравнивая замысел «Мёртвых душ» с «Божественной комедией», сомневались в том, что Гоголю удалось бы, «подобно Данту, довершить свою Divina Comedia Чистилищем и Раем». Можно заметить, что они оказались правы: Гоголь, закончив первую часть «Мёртвых душ», на протяжении 10 лет, с 1842 по 1852 год, дважды пытался написать вторую часть, но также дважды все написанное отправлялось в огонь; в конце концов это привело к полному духовному истощению писателя.
Влиянием Данте отмечено творчество одного из самых крупных поэтов русского символизма, Александра Блока. Для генезиса стихов Блока о Прекрасной Даме творчество Данте также важно, как и творчество Гёте, Петрарки и Владимира Соловьёва.
Образ самого Данте появляется в итальянском цикле Блока. В Равенне, бывшем имперском городе, тихом и старинном, Блока обступают воспоминания:

Почиет в мире Теодорих,

И Дант не встанет с ложа сна,

Где прежде бушевало море,

Там виноград и тишина.

Блоковский Ад на земле отмечен такой же совершенной безнадёжностью и потерей всех иллюзий, что и дантовский. Она отражается в глазах людей, уже томящихся вечной мукой. Эти муки для Блока становятся некой инфернальной действительностью. В «Песни судьбы» образ адской двери, ведущей в мир, откуда нет возврата, усиливает ощущение обречённости старой культуры, ещё не знающей о своей неминуемой гибели, кичащейся и самодовольной:

Да, мы в дверях культуры. Надпись

Узорная, как надпись у ворот

Таинственного Дантовского Ада,

Гласит об этом…

«Песнь Ада» в цикле «Страшный мир» написана вскоре после итальянских стихов (31 октября 1909 г.). Терцины её следуют итальянскому строю; Блок даже ставил в упрёк Пушкину то, что он наряду с 10-сложным стихом использовал в своих терцинах распространённый во французской поэзии александрийский 12-сложный. Мнение Блока таково: подлинный поэт не витает в заоблачных высях, оторвавшись от инфернальной действительности окружающего мира:

Как Данте, подземное пламя

Должно тебе щеки обжечь.

О себе, подобно Данте, Блок говорил:

Я стою среди пожарищ,

Обожженный языками

Преисподнего огня.

Дантоведы Н. Г. Елина и Р. И. Хлодовский заметили, что образы «Песни Ада» Блока и строки «День догорал на сфере той земли, // Где я искал путей» и далее «Иду один, утратив правый путь» почти текстуально совпадают со стихами первых двух песен «Inferno».
В творчестве А. А. Ахматовой образ Данте также занимал значительное место. Например, в стихотворении «Муза» упоминается Данте и первая часть «Божественной комедии» («Ад»). В 1936 году Ахматова написала стихотворение «Данте», где появляется образ Данте-изгнанника. В 1965 году, на торжественном заседании, посвящённом 700-летию со дня рождения Данте Алигьери, Анна Ахматова прочла «Слово о Данте», где помимо собственного восприятия Алигьери, приводит упоминание о Данте в поэзии Н. С. Гумилёва и трактат О. Э. Мандельштама «Разговор о Данте» (1933).
В 1872—1878 годах издательство «Вольф» выпустило богато оформленный трёхтомник «Божественной комедии» с иллюстрациями Гюстава Доре.

### Живопись

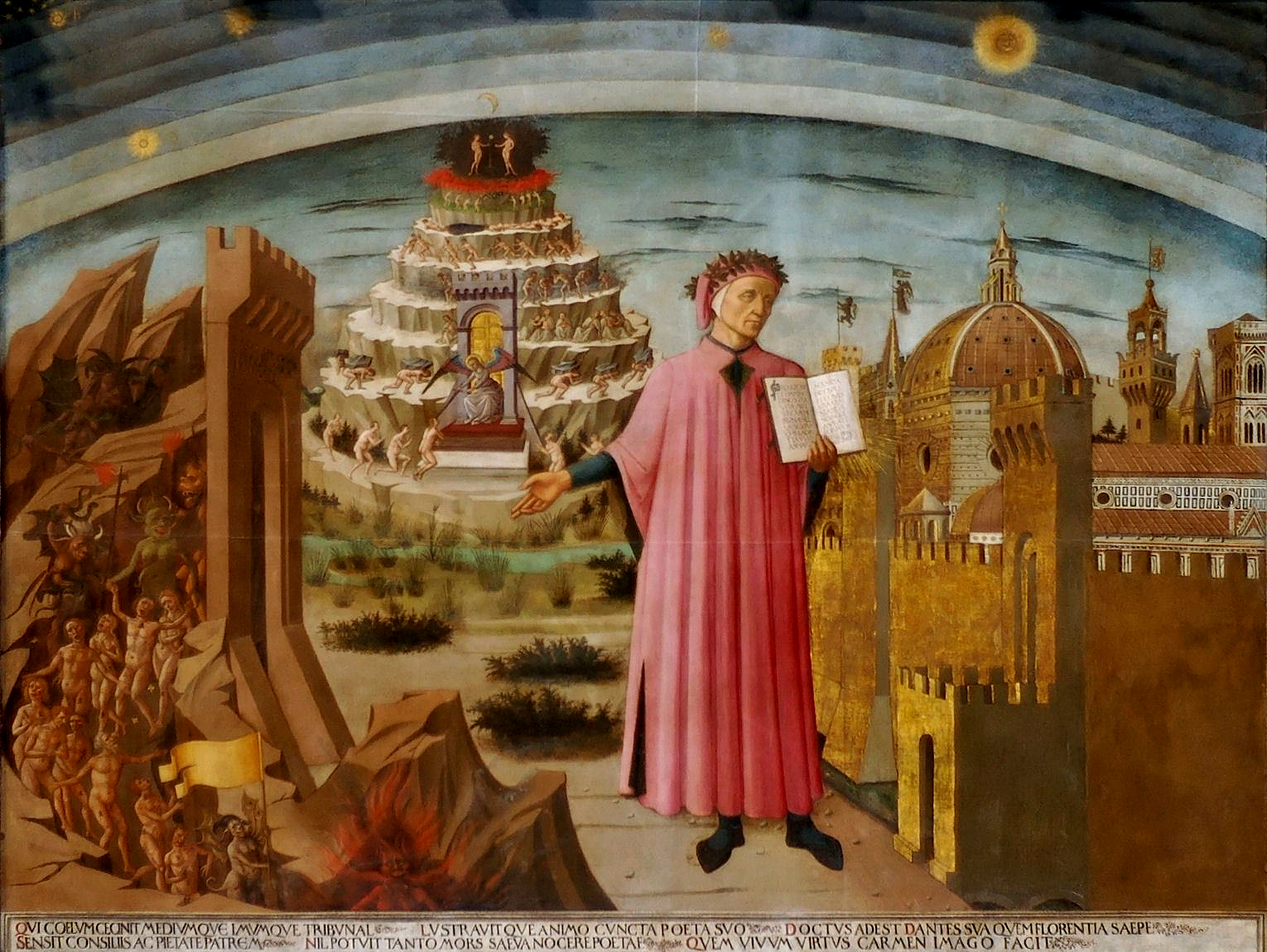
Данте изображён держащим копию Божественной комедии рядом со входом в Ад, семью террасами Горы Чистилища, городом Флоренция и сферами Неба вверху, на фреске Доменико ди Микелино. 1465

Во время позднего Средневековья имя Данте связывали с постижением Истины, с познанием сверхчувственного, доказательством чему служат его портретные изображения среди праведников Рая, выполненные учеником Джотто в капелле Палаццо Подеста́ во Флоренции («Рай», ок. 1337) и Нардо ди Чоне в капелле Строцци флорентийской церкви Санта-Мария-Новелла («Страшный суд», ок. 1360). Также и мотивы «Комедии», воспринятые как подлинное эсхатологическое откровение, переносятся в живопись церквей и монастырей: в изображение Ада в той же капелле Строцци (ок. 1360), Кампо Санто в Пизе (ок. 1360) и примерно век спустя — у Фра Анджелико в монастыре Сан-Марко (ок. 1431) и Джованни ди Паоло (1465, Пинакотека, Сиена).
Фреска Доменико ди Микелино (1465) отобразила в себе всю сюжетную композицию «Божественной комедии».
В 1499—1504 годах Лука Синьорелли написал в соборе Орвието фрески на тему Страшного суда (капелла Сан-Брицио). В совокупности различных мотивов живописец вдохновляется и зрелищами «Ада», преломляя их не столько в сюжетном, сколько, скорее, в ассоциативном плане.
Философия «Божественной комедии» нашла отклик и у великого творца Высокого Возрождения, Рафаэля. Во фреске «Диспута» (1509, Станца делла Сеньятура, Ватикан) и подготовительных к ней рисунках мастер воплощает идею сферической архитектоники и светоизлучения, а в декоре капеллы Киджи (1512—1520, церковь Санта-Мария дель Пополо, Рим) дополняет этот образ аллюзией на устремлённость души ввысь, к Абсолютной Точке мироздания.
Художник Энгр, работавший в стиле романтизма, пишет в 1819 году полотно «Паоло и Франческа» (Байонна, Музей Бонна).

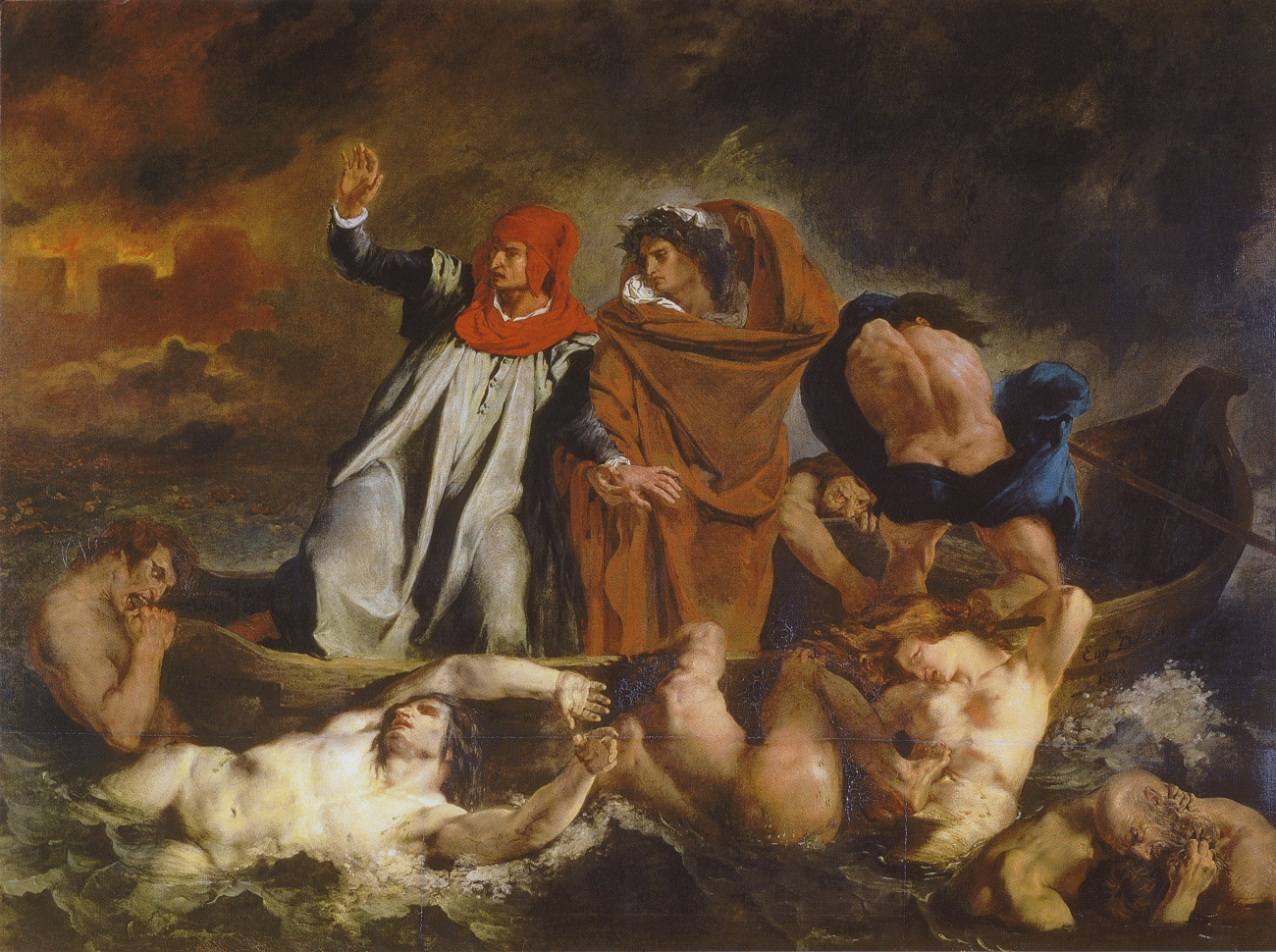
Ладья Данте, Эжен Делакруа, 1822

В 1822 году Эженом Делакруа была написана картина «Ладья Данте» («Данте и Вергилий в аду», Лувр, Париж).
Адольф Вильям Бугро, французский живописец середины XIX века, в 1850 году, создал картину с тем же названием, что и у Делакруа, — «Данте и Вергилий в аду». Тема картины была навеяна короткой сценой из строфы в «Божественной комедии» Данте («Ад», песнь XXX). В настоящее время картина находится в музее Орсе в Париже.

### Гравюры
Анри Делаборд и Эмиль Галишон считали, что карты Тарокки Мантеньи (1465—1485) являются отражением философской энциклопедической системы «Божественной комедии» и напрямую соотносили фрагменты поэмы и отдельные карты.
Ориентация на отчётливую визуальность «Комедии» явно присутствует в Урбинском кодексе (1478—1482, Библиотека, Ватикан), иллюстрированном специально для Федерико да Монтефельтро, известного в Италии того времени знатока книг. Гульельмо Джиральди и его феррарские помощники создают здесь перспективные виды, уводящие вдаль тропы, красочное излучение атмосферы, отмеченные достоинством фигуры, что подчас переплетается с образами Данте и во всяком случае предполагает сближение видения и чтения, когда зримый образ обращает внимание к поэтическому слову, а оно, в свою очередь, дополняет изображение в его собственно зрительном аспекте.
Однако абсолютный шедевр иллюстрирования «Божественной комедии» представляют рисунки Сандро Боттичелли, выполненные металлическим штифтом и пером в конце кватроченто (1492—1498, Гравюрный кабинет, Берлин; Библиотека, Ватикан). Сюжетная канва в них развёрнута столь подробно, что, кажется, мастер «прочитывает» текст строка за строкой. Поэтому в его иллюстрациях пространственно-изобразительный план поэмы возникает с необычайной выразительностью. Сквозное движение персонажей из одного листа в другой, соединяющее отрезки пути, как бы содержащие в себе однородную внутреннюю меру, создают впечатление архитектонической целостности загробных миров.
В 1860 году Гюстав Доре выполнил очень известные и пользующиеся широкой популярностью иллюстрации к «Аду» и «Раю», которые с невероятной реалистичностью передали галерею образов и персонажей «Божественной комедии». Иллюстрации к «Божественной комедии» также выполняли Уильям Блейк и Данте Габриэль Россетти.
В 1951 году Сальвадор Дали получил заказ от правительства Италии серию акварельных иллюстраций для юбилейного издания «Божественной комедии» к празднованию 700-летия Данте. Художник работал девять лет и создал по одной акварели к каждой тысяче строк поэта. В дальнейшем, по заказу французского издателя Жозефа Форе, эта серия была воплощена в графике, что потребовало 55 месяцев упорного труда и 3 тыс. 500 деревянных досок для изготовления 5 тыс. гравюр. До сих пор считается, что они обладают цветом непревзойдённого качества, максимально приближающим графику к живописи.

### Скульптура

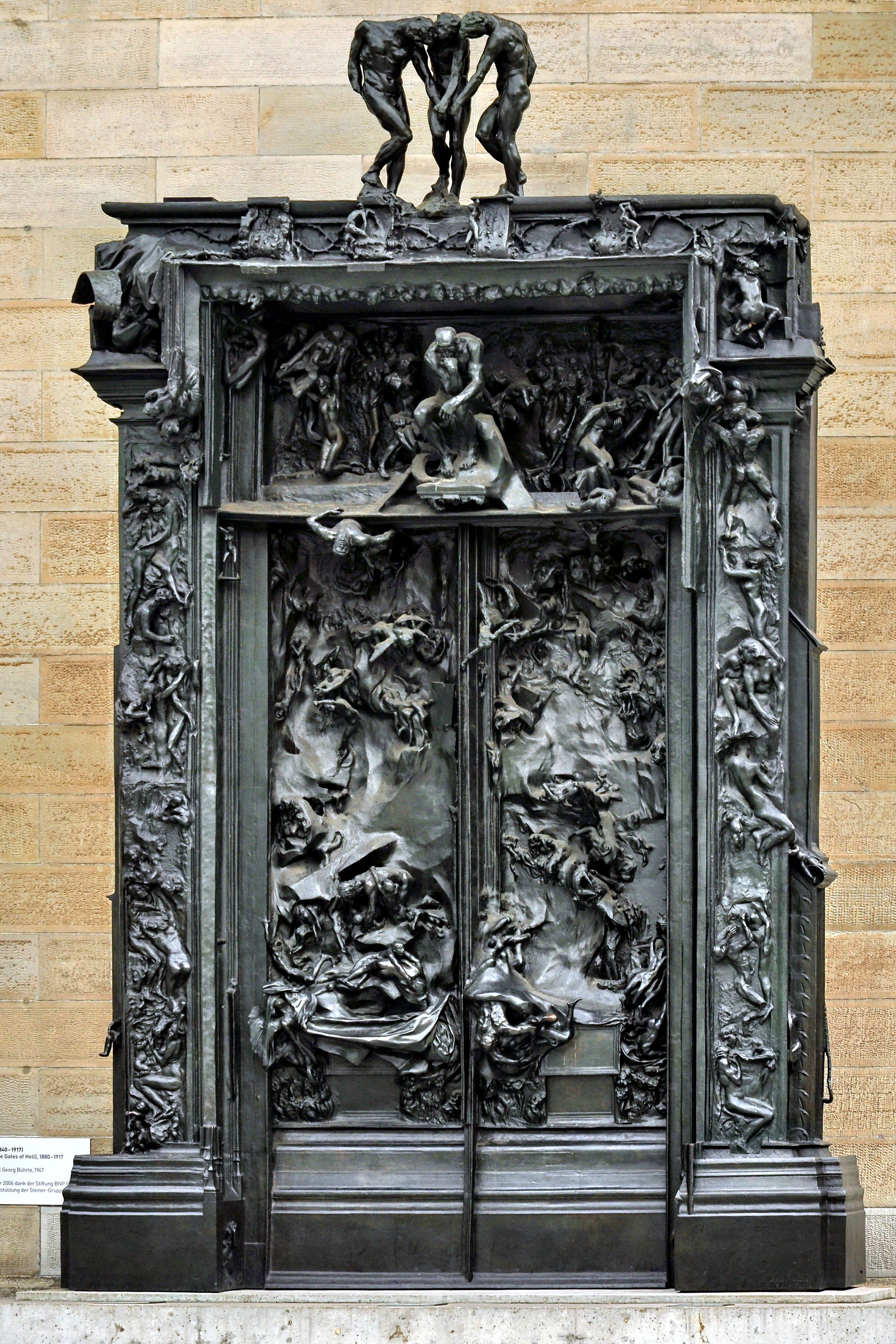
Врата Ада, Музей Родена

В 1880 году Огюст Роден начал работать над скульптурой, получившей название Врата ада, в итоге оставив её незавершённой при жизни. Она была отлита только в 1917 году, после смерти мастера. Сейчас эта скульптура хранится в Музее Родена.

### Музыка
Ференц Лист в 1855—1856 годах сочинил симфонию «Данте», которая делится на две части: «Ад» и «Чистилище». «Магнификат», завершающий «Чистилище», заменяет запланированную третью часть симфонии, которая должна была называться «Рай». Композитор также написал «Фантазию-сонату по прочтении Данте» (1837—1839).

### Театр
17 января 1837 года на сцене Императорского театра в Петербурге была представлена в бенефис известного трагика Каратыгина пьеса Н. А. Полевого «Уголино», посвящённая сюжету графа Уголино. Трагедия была повторена через четыре дня в Москве в Малом театре в бенефис П. С. Мочалова. Эти спектакли не завершились успехом (несмотря на то, что, например, в Малом театре роль епископа Руджери играл М. С. Щепкин), может быть потому, что пьеса была довольно слабой (так считал, в частности, критик Белинский).
Последующие попытки драматизации сюжетов из «Божественной комедии» были предприняты в России оперными либреттистами. Русские композиторы оставались трогательно верны теме Франчески да Римини, оперные и симфонические произведения варьировали преимущественно этот сюжет. Можно упомянуть «Франческу да Римини» П. И. Чайковского, исполненную впервые в 1878 году, оперы Э. Ф. Направника (1902) и С. В. Рахманинова (1904) и, наконец, написанный уже в советское время балет Б. Асафьева (1947) с тем же названием.
По другому эпизоду в Божественной комедии, в котором упоминается история пожилого флорентийского мошенника Джанни Скикки («Ад», песнь XXX, строки 42-45), итальянский композитор Джакомо Пуччини написал по либретто Джоваккино Форцано одноактную комическую оперу «Джанни Скикки». Первая постановка состоялась в Нью-Йорке, в Метрополитен Опере 14 декабря 1918 года.

### Кинематограф
В 1911 году режиссёрами Франческо Бертолини, Адольфо Падованом и Джузеппе де Лигворо по мотивам дантовского «Ада» был снят итальянский немой фильм «L’Inferno», который создавался в течение трёх лет. Премьера фильма состоялась 10 марта 1911 года в Teatro Mercadante (Неаполь). L’Inferno стал первым итальянским полнометражным фильмом и первым фильмом, посвящённым тематике Божественной комедии.
В 1989 году британский режиссёр Питер Гринуэй снимает мини-сериал «A TV Dante», посвящённый дантовскому Аду. Премьера фильма состоялась 29 июля 1990 года.

### Компьютерные игры
На основе «Божественной комедии» разрабатывается сюжет компьютерной игры Ultrakill Арси *Хакита* Паталой, а также создана игра по мотивам произведения Dante’s Inferno под издательством Electronic Arts. Не стоит также забывать об культовой серии игр, черпавших вдохновение - Devil May Cry от студии Capcom.